# Feldhandball-Bundesliga
Die Feldhandball-Bundesliga der Männer war von 1967 bis 1973 die höchste Spielklasse im deutschen Feldhandball. In der Bundesliga wurden im Ligasystem, bei dem jeder Verein in Hin- und Rückspielen gegen jeden anderen Verein antritt, in Nord- und Südstaffel die Teilnehmer an den Finalspielen um die Deutsche Meisterschaft ermittelt. 1972 wurde statt eines Deutschen Meisters ein „Deutscher Pokalmeister“ ermittelt.

## Geschichte
Feldhandball war zunächst bestimmend im Saisonkalender des Deutschen Handballbundes. Bis zur Saison 1957/58 wurden die Landesmeisterschaften im Herbst und die Regionalmeisterschaften und die Endrunde um die deutsche Meisterschaft im darauffolgenden Frühjahr abgehalten. Die Hallenhandballsaison wurde komplett in der jeweils etwa drei Monate dauernden Winterpause der Feldhandballsaison durchgeführt. Ab 1959 teilte der DHB das Jahr jedoch in eine etwa gleich lange Feld- und eine Hallensaison ein. Die Feldsaison dauerte fortan nach den Richtlinien von April bis September und die Hallensaison vom Oktober bis März. Während der jeweiligen Saison durften keine Punktspiele der jeweils anderen Variante der Sportart ausgeführt werden. Im Feldhandball wurde fortan also im Ganzjahresrhythmus gespielt. Durch die Umstellung auf zwei einzelne Spieljahresabschnitte für jede der beiden Spielarten erfuhr der Hallenhandball eine Aufwertung, deren Hintergrund neben dem allgemeinen Bedeutungszuwachs des Hallenspiels vor allem die 1961 in der Bundesrepublik stattfindende Hallenhandball-Weltmeisterschaft war, auf die sich die Spieler durch die Aufwertung des Hallenspiels besser vorbereiten können sollten.
Von 1921 bis 1944 wurden Deutsche Meister in verschiedenen Verbänden ermittelt; nach dem Zweiten Weltkrieg ging es ab 1947 im Deutschen Arbeitsausschuss für Handball (DAH) und ab 1950 schließlich im Deutschen Handballbund (DHB) weiter. Bis 1965 ermittelten die Meister der Landesverbände in einer Endrunde den nationalen Titelträger. In der Übergangssaison 1966 wurden regionale Ausscheidungen zur Bundesliga gespielt, deren Gewinner auch den Deutschen Meister ermittelten.
Zur Saison 1967 wurde die Bundesliga eingeführt, die insgesamt sieben Spielzeiten lang ausgetragen wurde. Gleichzeitig mit der Bundesliga wurden vier Regionalligen (dazu die Landesliga Berlin) als zweithöchste Spielklasse eingeführt. Die bis dahin – außer im Süddeutschen Verband, wo es bereits eine als Oberliga bezeichnete gemeinsame Spielklasse der vier Landesverbände gab – als höchste Spielklassen fungierenden Landesligen der einzelnen Landesverbände wurden somit drittklassig. Von 1967 bis 1969 bestanden die beiden Staffeln aus jeweils zehn Mannschaften. Die jeweiligen Gruppensieger erreichten das Meisterschaftsfinale. In den Spielzeiten 1970 bis 1973 bildeten jeweils acht Mannschaften die zwei Staffeln. Die jeweils Ersten und Zweiten erreichten das Halbfinale, die beiden Sieger das Meisterschaftsfinale.
Für die Saison 1972 wurde die Bundesliga aufgrund der Vorbereitung auf das Hallenhandballturnier der Olympischen Spiele in München ausgesetzt; potenzielle Olympiateilnehmer durften nicht an der Feldhandballsaison teilnehmen. Die Meisterschaft wurde im üblichen Modus ausgetragen, jedoch für diese Spielzeit als Pokalrunde deklariert. Auf dem DHB-Bundestag 1972 wurde die Abschaffung der Bundesliga im Feldhandball mit dem Ende der Spielzeit 1973 beschlossen. 1974 und 1975 wurde die Meisterschaft im Rahmen einer Endrunde der Meister der Regionalligen ausgetragen. Die Titel gingen an den TSV Birkenau (1974) und TSG Haßloch (1975). Seit 1975 wurden keine Deutschen Meister im Feldhandball mehr ermittelt.

## Vereine
In den sieben Spielzeiten nahmen insgesamt 35 Vereine am Spielbetrieb der Feldhandball-Bundesliga teil. Die SV Harleshausen benannte sich zur Saison 1969 in SVH Kassel um, ist aber als ein Verein anzusehen. Der ESV Jahn Rheinhausen fusionierte nach der Saison 1971 mit TuS Rheinhausen zum OSC Rheinhausen. Der SV Schwarz-Weiß Westende Hamborn nahm in der Saison 1973 als SG-Partner des Bundesligisten Spfr. Hamborn 07 teil und wird daher nicht einzeln bilanziert.
| Spielzeiten | Vereine |
| ----------- | --- |
| 7           | SG Leutershausen, TV Großwallstadt, TuS Wellinghofen, TSV Birkenau, TV Oppum, TV Hochdorf, TS Steinheim                                                           |
| 6           | TSV Grün-Weiß Dankersen, TV Angermund |
| 5           | SV Harleshausen bzw. SVH Kassel, Hamborn 07 (davon eine als Teil der HSG Westende/Hamborn 07)                                                                     |
| 4           | ESV Jahn bzw. OSC 04 Rheinhausen, Eintracht Braunschweig |
| 3           | Hamburger SV, VfL Gummersbach, TSV 1860 Ansbach, TSV Oftersheim, Büdelsdorfer TSV, SG Dietzenbach, TuS Schutterwald                                               |
| 2           | Eintracht Hildesheim, VfL Eintracht Hagen, VfL Bad Schwartau, Frisch Auf Göppingen, TSV Rot 05, BSV Solingen 98, Hohner SV, Reinickendorfer Füchse, TSV Allach 09 |
| 1           | Berliner SV 1892, TuS Ferndorf, SG Bremen-Ost, SC Siemensstadt, VfL Wolfsburg, TS Esslingen 1890                                                                  |

Deutsche Handballmeister in der kurzen Bundesligaphase des Feldhandballs waren: der TSV Grün-Weiß Dankersen (1967, 1970, 1971), TV Oppum (1968), die SG Leutershausen (1969) und der TV Großwallstadt (1973). Die Feldhandball-Pokalrunde 1972 gewann die TS Steinheim.
Staffelsieger wurden im Norden der TSV Grün-Weiß Dankersen (1967 und 1969), TV Oppum (1968), TuS 05 Wellinghofen (1970 und 1971) und VfL Eintracht Hagen („Pokalrunde“ 1972 und 1973) sowie im Süden der TV Großwallstadt (1968), die SG Leutershausen (1969, 1970), TV Hochdorf (1971 und "Pokalrunde" 1972) und SVH Kassel (1973, nach Entscheidungsspiel gegen TV Großwallstadt).